# فهرست فیلم‌سازان مؤلف
این فهرستی است از فیلم‌سازانی که به مثابه یک آفرینشگر یا مؤلف اثر سینمایی شناخته شده‌اند. 

## ا
- تنگیز آبولادزه[۱]
- شانتال آکرمن[۲]
- رابرت آلدریچ[۳]
- وودی آلن[۴]
- پدرو آلمودوار[۵]
- لیساندرو آلونسو[۶]
- رابرت آلتمن[۷]
- آلخاندرو آمنابار[۸]
- لیندسی اندرسن[۹]
- پل توماس اندرسن[۱۰]
- پل دبلیو. اس. اندرسون[۱۱]
- وس اندرسن[۱۲]
- روی آندرشون[۱۳]
- تئو آنگلوپولوس[۱۴]
- کنت انگر[۱۵]
- هیدئاکی آنو[۱۶]
- میکل‌آنجلو آنتونیونی[۱۷]
- دنی آرکان[۱۸]
- داریو آرجنتو[۱۹]
- گیلیان آرمسترانگ[۲۰]
- آندریا آرنولد[۲۱]
- دارن آرونوفسکی[۲۲]
- دوروتی آرزنر[۲۳]
- هال اشبی[۲۴]
- اولیویه آسایاس[۲۵]
- آری استر[۲۶]
- کلینت ایستوود[۲۷]
- بلیک ادواردز [۲۸]
- سرگئی آیزنشتاین[۲۹]
- آتوم اگویان[۳۰]
- کن ایچیکاوا[۳۱]
- شوهی ایمامورا[۳۲]
- الخاندرو گونسالس اینیاریتو[۳۳]
- شونجی ایوای[۳۴]
- ماکس افولس[۳۵]
- ناگیسا اوشیما[۳۶]
- فرانسوا اوزون[۳۷]
- یاسوجیرو اوزو[۳۸]
- جولیان اشنابل[۳۹]
- مارتین اسکورسیزی[۴۰]
- ریدلی اسکات[۴۱]
- تونی اسکات[۴۲]
- مایکل اسنو (هنرمند)[۴۳]
- استیون اسپیلبرگ[۴۴]
- الیور استون[۴۵]
- استروب-اولیه[۴۶]
- پرستون استرجیس[۴۷]
- ادگار جی. اولمر[۴۸]

## ب
- شان بیکر[۴۹]
- رالف بکشی[۵۰]
- نوآ بامباک[۵۱]
- ماریو باوا[۵۲]
- مایکل بی [۵۳]
- اینگمار برگمان[۵۴][۵۵]
- بازبی برکلی[۵۶]
- برناردو برتولوچی[۱۹]
- لوک بسون[۵۷]
- بهرام بیضایی[۵۸]
- سانجای لیلا بانسالی [۵۹]
- کاترین بیگلو[۶۰]
- پیتر باگدانوویچ[۶۱]
- بونگ جون-هو[۶۲]
- جان بورمن[۶۳]
- فرانک بورزیگی[۶۴]
- دنی بویل[۶۵]
- استن برکج[۶۶]
- Neil Breen[۶۷]
- کاترین بریا[۶۸]
- روبر برسون[۶۹]
- فیبی والر-بریج[۷۰][۷۱][۷۲]
- آلبرت بروکس[۷۳]
- لوئیس بونوئل[۷۴]
- چارلز برنت[۷۵]
- تیم برتون[۷۶]
- بیانسه[۷۷][۷۸][۷۹]

## پ
- گئورگ ویلهلم پابست[۸۰]
- مارسل پانیول[۸۱]
- جعفر پناهی[۸۲]
- سرگئی پاراجانف
- پارک چان-ووک[۸۳]
- نیک پارک[۸۴]
- پیر پائولو پازولینی[۸۵]
- الکساندر پین[۸۶]
- جوردن پیل[۸۷]
- سام پکینپا[۸۸]
- آرتور پن[۸۹]
- الکس راس پری[۹۰]
- موریس پیالا[۹۱]
- رومن پولانسکی[۹۲]
- سالی پاتر[۹۳]
- مایکل پاول[۹۴]
- اتو پرمینگر[۹۵]

## ت
- کوئنتین تارانتینو[۹۶]
- آندری تارکوفسکی[۹۷]
- بلا تار[۹۸]
- فرانک تاشلین [۹۹]
- ژاک تاتی[۱۰۰]
- جولی تایمور[۱۰۱]
- جانی تو[۱۰۲]
- ژاک تورنر[۱۰۳]
- یواخیم تری‌یر[۱۰۴][۱۰۵]
- فرانسوا تروفو[۱۰۶]
- شینیا تسوکاموتو[۱۰۷]

## ج
- نوری بیلگه جیلان[۱۰۸]
- درک جارمن[۱۰۹]
- جیم جارموش[۱۱۰][۱۱۱]
- بری جنکینز[۱۱۲]
- ریان جانسن[۱۱۳]
- اسپایک جونز[۱۱۴]

## چ
- چارلی چاپلین[۱۱۵]
- مایکل چیمینو[۱۱۶]

## خ
- آلخاندرو خودوروفسکی[۱۱۷]

## د
- لی دنیلز [۱۱۸]
- جو دانته[۱۱۹]
- برادران داردن[۱۲۰]
- ژول داسن[۱۲۱]
- ترنس دیویس[۱۲۲]
- مانوئل دی الیویرا[۱۲۳]
- برایان دی پالما[۱۲۴]
- ویتوریو دسیکا[۱۲۵]
- Josephine Decker[۱۲۶]
- گی‌یرمو دل تورو[۱۲۷]
- سیسیل بی. دمیل[۱۲۸]
- جاناتان دمی[۱۲۹]
- ژاک دمی[۱۳۰]
- کلر دنی[۱۳۱]
- مایا درن[۱۳۲]
- ارنو دپلشن[۱۳۳]
- لاو دیاز[۱۳۴][۱۳۵]
- زاویه دولان[۱۳۶]
- استنلی دانن[۱۳۷]
- الکساندر داوژنکو [۱۳۸]
- کارل تئودور درایر[۱۳۹]
- مارگریت دوراس[۱۴۰]
- ایوا دوورنی[۱۴۱]

## ر
- باب رافلسون[۱۴۲]
- سم ریمی[۱۴۳]
- لین رمزی[۱۴۴]
- نیکلاس ری[۱۴۵]
- ساتیاجیت رای[۱۴۶]
- نیکلاس ویندینگ رفن[۱۴۷]
- کلی رایکارد[۱۴۸][۱۴۹]
- راب راینر[۱۵۰]
- جیسون رایتمن[۱۵۱]
- ژان رنوآر[۱۵۲]
- آلن رنه[۱۵۳]
- تونی ریچاردسون[۱۵۴]
- لنی ریفنشتال[۱۵۵]
- ژاک ریوت[۱۵۶]
- نیکلاس روگ[۱۵۷]
- اریک رومر[۱۵۸]
- جرج رومرو[۱۵۹]
- روبرتو روسلینی[۱۶۰]
- رائول روئیز[۱۶۱]
- کن راسل[۱۶۲]
- دیوید او. راسل[۱۶۳]
- ادگار رایت[۱۶۴]
- جو رایت[۱۶۵]

## ز
- رابرت زمکیس[۱۶۶]
- راب زامبی[۱۶۷]
- آندری زویاگینتسف[۱۶۸]
- تری زوایگف[۱۶۹]

## ژ
- ژان-پیر ژونه[۱۷۰]
- جیا ژانکو[۱۷۱]
- آندژی ژووافسکی[۱۷۲]

## س
- برادران سفدی[۱۷۳]
- والتر سالس[۱۷۴]
- جان سیلس[۱۷۵]
- سلین سیاما[۱۷۶]
- عثمان سمبن[۱۷۷]
- آلبرت سرا[۱۷۸][۱۷۹]
- داگلاس سیرک[۱۸۰]
- استیون سودربرگ[۱۸۱]
- الکساندر سوکوروف[۱۸۲]
- تاد سولوندز[۱۸۳]
- سیون سونو[۱۸۴]
- آرون سورکین[۱۸۵]
- پائولو سورنتینو[۱۸۶]
- سیجون سوزوکی[۱۸۷]

## ش
- کلود شابرول[۱۸۸]
- دیمین شزل[۱۸۹]
- پل شریدر[۱۹۰]
- سهراب شهید ثالث
- لین شلتون[۱۹۱]
- داریوش شکوف[۱۹۲]
- ام. نایت شیامالان[۱۹۳]
- ویکتور شوستروم[۱۹۴]
- یان شوانکمایر[۱۹۵]

## ک
- جیمز کامرون [۲۱۳]
- جین کمپیون[۲۱۴]
- فرانک کاپرا [۲۱۵]
- لئوس کاراکس[۲۱۶]
- جان کارپنتر[۲۱۷]
- جان کاساوتیس[۲۱۸]
- آلن کلارک (کارگردان)[۲۱۹]
- آنری-ژرژ کلوزو[۲۲۰]
- Michaela Coel[۷۰][۷۱][۲۲۱]
- برادران کوئن[۲۲۲]
- فرانسیس فورد کوپولا[۲۲۳]
- سوفیا کوپولا[۲۲۴]
- پدرو کوستا[۲۲۵]
- وس کریون[۲۲۶]
- دیوید کراننبرگ[۲۲۷]
- جرج کیوکر[۲۲۸]
- میندی کالینگ[۲۲۹]
- چارلی کافمن[۲۳۰]
- آکی کائوریسماکی[۲۳۱]
- الیا کازان[۲۳۲]
- باستر کیتون [۲۳۳]
- عباس کیارستمی[۲۳۴]
- کریشتوف کیشلوفسکی[۲۳۵]
- کیم کی-دوک[۲۳۶]
- تاکشی کیتانو[۲۳۷]
- ماساکی کوبایاشی[۲۳۸]
- ساتوشی کن[۲۳۹]
- هیروکازو کورئیدا[۲۴۰]
- استنلی کریمر[۲۴۱]
- استنلی کوبریک[۲۴۲]
- آکیرا کوروساوا[۲۴۳]
- امیر کوستوریتسا[۲۴۴]
- استنلی کوان[۲۴۵]
- برادران کی[۲۴۶]

## گ
- فیلیپ گارل[۲۴۷]
- گرتا گرویگ [۲۴۸]
- ریتویک گاتاک[۲۴۹][۲۵۰]
- تری گیلیام[۲۵۱]
- ژان-لوک گدار[۲۵۲]
- میشل گوندری[۲۵۳]
- فیلیپ گراندریو[۲۵۴]
- جیمز گری [۲۵۵]
- پیتر گرینوی[۲۵۶]
- دی. دبلیو. گریفیث[۲۵۷]

## ل
- فریتس لانگ[۲۵۸]
- یورگوس لانتیموس[۲۵۹]
- کلود لنزمن[۲۶۰]
- جان لستر[نیازمند منبع]
- دیوید لین[۲۶۱]
- انگ لی[۲۶۲]
- اسپایک لی[۲۶۳]
- مایک لی[۲۶۴]
- سرجو لئونه[۲۶۵]
- هرشل گوردون لویس[۲۶۶]
- جری لوئیس[۲۶۷]
- جوزف اچ. لوئیس[۲۶۸]
- ریچارد لینکلیتر[۲۶۹]
- کن لوچ[۲۷۰]
- چاک لوری[۲۷۱]
- جوزف لوزی[۲۷۲]
- ارنست لوبیچ[۲۷۳]
- جرج لوکاس[۲۷۴]
- باز لورمن[۲۷۵]
- سیدنی لومت[۲۷۶]
- دیوید لینچ[۲۷۷]

## م
- گای مدین[۲۷۸]
- محسن مخملباف[۲۷۹]
- ترنس مالیک[۲۸۰]
- جوزف ال. منکیه‌ویچ[۲۸۱]
- آنتونی مان [۲۸۲]
- مایکل مان[۲۸۳]
- لوکرسیا مارتل[۲۸۴]
- کریس مارکر[۲۸۵]
- سرجو مارتینو[۲۸۶]
- الین می[۲۸۷]
- آلبرت و دیوید میزلز[۲۸۸]
- لئو مک‌کری [۲۸۹]
- استیو مک‌کوئین[۲۹۰]
- آدام مک‌کی[۲۹۱]
- یوناس مکاس[۲۹۲]
- ژرژ ملی‌یس[۲۹۳]
- سم مندس[۲۹۴][۲۹۵]
- ژان-پیر ملویل[۲۹۶]
- راس مایر[۲۹۷]
- نانسی مایرز[۲۹۸][۲۹۹]
- تاکاشی میکه[۳۰۰]
- وینسنت مینلی[۳۰۱]
- هایائو میازاکی[۳۰۲]
- کنجی میزوگوچی[۳۰۳]
- ژوآو سزار مونتیرو[۳۰۴]
- لوکاس مودیسون[۳۰۵]
- مایکل مور[۳۰۶]
- نانی مورتی[۳۰۷]
- ارول موریس[۳۰۸]
- فریدریش ویلهلم مورنائو[۳۰۹]
- رایان مورفی[۳۱۰]
- سای مینگ-لیانگ[۳۱۱]

## ن
- امیر نادری[۳۱۲]
- Mark Neveldine and Brian Taylor[۳۱۳]
- جف نیکولز[۳۱۴]
- گاسپار نوئه[۳۱۵]
- کریستوفر نولان[۳۱۶]

## و
- گاس ون سنت[۳۱۷]
- انیس واردا[۳۱۸]
- پل ورهوفن[۳۱۹]
- کینگ ویدور[۳۲۰]
- ژان ویگو[۳۲۱]
- دنی ویلنوو[۳۲۲]
- لوکینو ویسکونتی[۳۲۳]
- واچوفسکی‌ها[۳۲۴]
- آندری وایدا[۳۲۵]
- Wang Bing[۳۲۶]
- رائول والش[۳۲۷]
- وینسنت وارد[۳۲۸]
- جان واترز[۳۲۹]
- اپیچاتپونگ ویراستاکول[۳۳۰]
- پیتر ویر[۳۳۱]
- اورسن ولز[۳۳۲]
- ویلیام ولمن[۳۳۳]
- ویم وندرس[۳۳۴]
- لینا ورتمولر[۳۳۵]
- بیلی وایلدر[۳۳۶]
- مایکل وینترباتم[۳۳۷]
- تامی وایزو[۳۳۸]
- فردریک وایزمن[۳۳۹]
- وونگ کار وای[۳۴۰]
- جان وو[۳۴۱]

## ه
- میشائل هانکه[۳۴۲]
- هال هارتلی[۳۴۳]
- هاوارد هاکس[۳۴۴]
- تاد هینز[۳۴۵]
- مونتی هلمن[۳۴۶]
- ورنر هرتسوک[۳۴۷]
- والتر هیل[۳۴۸]
- آلفرد هیچکاک[۳۴۹]
- جانانا هاگ[۳۵۰]
- آگنیشکا هولاند[۳۵۱]
- هونگ سانگ سو[۳۵۲]
- توبی هوپر[۳۵۳]
- هو شیائو-شین[۳۵۴]
- کینگ هو[۳۵۵]
- جان هیوز [۳۵۶]
- جان هیوستون[۳۵۷]

## ی
- ادوارد یانگ[۳۵۸]
- ژانگ ییمو[۳۵۹]